# Ovotispa atricolor
Ovotispa atricolor là một loài bọ cánh cứng trong họ Chrysomelidae. Loài này được Pic mô tả khoa học năm 1928.